# Weinmannia pullei
Weinmannia pullei är en tvåhjärtbladig växtart som beskrevs av Schlechter. Weinmannia pullei ingår i släktet Weinmannia och familjen Cunoniaceae. Inga underarter finns listade i Catalogue of Life.